# Фокер F.XX
Фокер F.XX / Fokker F.XX је холандски тромоторни, вишеседи, висококрилaц авион, мешовите класичне конструкције који се користио као путнички, транспортни авион између два рата.

## Пројектовање и развој
Фокер F.XX путнички авион са 12 путниких седишта имао је труп елиптичног пресека уместо правоугаоног облика претходних путничко/транспортних авиона фирме Фокер. Конзолно високо крило је традиционално било дрвене конструкције, а труп од заварених челичних цеви. Снагу су обезбеђивала три радијална мотора Wright R-1820-F Cyclone, један централни на трупу авиона, а друга два у гондолама испод крила. Предњи точкови стајног трапа су се увучили уназад у гондоле иза мотора. Фокер F.XX је био први путничко/транспортни авион Фокер који је имао стајни трап који се увлачио у току лета. Овај пут се при пројековању авиона, много већа пажња посветила аеродинамици авиона и то до најситнијих детаља што се одразило на максималну брзину авиона. Авион Фокер  је први пут полетео 1933.

## Технички опис
Труп је био елиптичног попречног пресека. Носећа конструкција је била традиционално фокерова, решеткаста заварена челична конструкција од високо легираних танкозидих цеви. На рамове су били причвршћени додаци који су формирали елипсасти облик трупа. На те додатке су причврћене летве дужином трупа, за које је причврћено платно. Горња страна трупа је била обложена алуминијумским лимом целом дужином трупа.  Кокпит пилота је био смештени у затвореној кабини, која се налазила у кљуну трупа авиона, до кога се стизало пролазима кроз путничку кабину. Путничка и пилотска кабина су одвојене вратима између њих. У пилотској кабини се налазе два седишта једно поред другог за пилота и копилота а иза њихових леђа био је простор и седиште радиооператера. Обе кабине су опремљене системом за грејање и вентилацију. Улаз у авион са степеништем се налазио на левој бочној страни трупа авиона. Седишта су била у распореду 1+1 у реду са пролазом између седишта, авион је имао укупно 6 редова. Сваки ред је имао два велика прозора са леве и десне стране. На крају путничке кабине (у репу) налазио се тоалет и пртљажник. Кабина је била опремљена сталажом за одлагање ручног пртљага.
Авион је био опремљен са три 9-то цилиндрична ваздухом хлађена радијална мотора Wright R-1820-F Cyclone снаге 477 kW (648 KS). Један мотор се налазио на кљуну авиона (централни мотор) а друга два су била на гондолама испод крила. На моторима су биле двокраке металне елисе Hamilton-Standard, фиксног корака. У току коришћења авиона ови мотори су замењени јачим моторима Wright R-1820-F2 Cyclone снаге 507 kW (690 KS).
Крило је било једноделно, самоносеће, дебелог профила. Конструкција крила је била од дрвета са две решеткасте дрвене рамењаче, а облоге делом од дрвене лепенке (шпер плоче) а делом од импрегнираног платна. За чврсте рамењаче су везивани остали елементи авионске конструкције као што су стајни трап и крилни мотори. Покретни делови крила су такође имали конструкцију од дрвета док им је облога била од импрегнираног платна. Геометријски посматрано, половина крила је имала облик једнакокраког трапеза, са заобљеним крајем. Осна линија крила је била управна на осу трупа авиона. С обзиром на дебљину профила крило је имало простране крилне шупљине, тако да су у њега без проблема могли да стану резервоари за гориво. Главни резервоари за гориво су се налазили у делу крила изнад трупа авиона. Кроз крило су пролазили сви потребни уређаји и инсталације. На крајевима крила су се налазила навигациона светла.
Реп авиона се састоји од једног вертикалног стабилизатора и кормила правца и два хоризонтална стабилизатора са кормилима дубине. Носеће конструкције репа су металне а облога од платна. Управљачке површине кормило правца и кормила дубине су такође металне конструкције обложене платном. Хоризонтални стабилизатори су чврстим затезачима везани за вертикални стабилизатор.
Стајни трап је био класичан са две главне ноге које су се налазиле испод гондола крилних мотора. На ногама су биле нископритисне гуме са којима се комплетно увлачиле у току лета у задњи део гондола мотора. Стајни трап се увлачио у гондоле мотора помоћу хидрауличног уређаја. Поклопац гондоле (увученог точка) је била причвршћена за виљушку стајног трапа па кад је трап спуштен поклопац представља аеродинамичку кочницу. У случају квара, точак се могао увући или избацити механичким путем. помоћу сајле и полуге. Трећи мали точак се налазио у репу авиона имао је огибљење а у току лета се увлачио у труп авиона.

## Верзије
Авион је произведен само у једном примерку. 

## Земље које су користиле авион Фокер
- Холандија
- Француска
- Шпанија

## Оперативно коришћење
Авион Фокер  је први пут регистрован 30. јуна 1933. регистрацијом PH-AIZ. При крштењу је добио име "Zilvermeeuw" (сребрни галеб). Док је био у власништву KLM-a (24. августа 1933. до 26. септембра 1936.) фокер F.XX се користио за одржавање ваздушних линија Амстердам Лондон и Берлин. Продат је француској фирми Air Tropique и добија регистрацију F-APEZ.
Касније је продат шпанској републиканској влади LAPE (рег. EC-45-E) и коришћен је за превоз поште и одржавање везе између Мадрида и Париза током 1937. Срушио се у близини Ле Буржеа (Француска) у фебруару 1938.